# Cremenciug, Căușeni
Cremenciug este un sat din raionul Căușeni, Republica Moldova.
Conform recensământului din anul 2004, populația localității era de 1.094 locuitori, dintre care 464 (42,41%) moldoveni (români), 203 (18,55%) ucraineni și 353 (32,26%) ruși.
Satul se află sub controlul autorităților transnistrene.